# 소리아도
소리아 주(스페인어: Soria)는 스페인 중부에 위치한 카스티야이레온 지방의 주로, 주도는 소리아이다. 소리아 주는 라리오하 지방과 사라고사 주, 과달라하라 주, 세고비아 주, 부르고스 주와 경계를 맞대고 있으며 스페인에서 인구가 가장 적은 주이다. 인구는 91,487명(2002년 기준)이며 면적은 10,303km2이다. 소리아 주는 183개의 자치시로 구성되어 있다.